# Jamboree mondial de 1995

Jamboree mondial 1995 au Pays-Bas.

Le 18e Jamboree scout s'est déroulé à Biddinghuizen dans Flevoland aux Pays-Bas, en 1995.
Il réunit 29 000 scouts autour du thème « L'avenir est déjà là ! » (« Future is now »).